# سیارک ۱۲۳۸۰
سیارک ۱۲۳۸۰ (به انگلیسی: 12380 Sciascia، نامگذاری:1994PB14) دوازده هزار و سیصد و هشتادمین سیارک کشف شده‌است که در ۱۰ اوت ۱۹۹۴ کشف شد.
قدر مطلق سیارک برابر ۱۳٫۳ است.